# Peter Vanvelthoven
Peter Karel Alexander Vanvelthoven (ur. 22 października 1962 w Lommel) – belgijski i flamandzki polityk, były minister na szczeblu krajowym, parlamentarzysta.

## Życiorys
Z wykształcenia prawnik, absolwent Vrije Universiteit Brussel z 1985. Praktykował w zawodzie adwokata do 2003. W latach 1987–1995 prowadził wykłady na macierzystej uczelni.
Od 1994 do 1995 był radnym prowincjonalnym w Limburgii. Następnie do 1999 zasiadał w Parlamencie Flamandzkim, a później przez kolejne cztery lata w Izbie Reprezentantów. Od 2003 do 2004 był sekretarzem stanu ds. informatyzacji, a w latach 2004–2007 ministrem pracy w drugim gabinecie Guya Verhofstadta. Do 2009 przewodniczył następnie frakcji poselskiej flamandzkiej Partii Socjalistycznej. W 2009 przeszedł ponownie do pracy w Parlamencie Flamandzkim, w 2010 i w 2014 był ponownie wybierany do federalnej Izby Reprezentantów.